# Francesca Cuzzoni

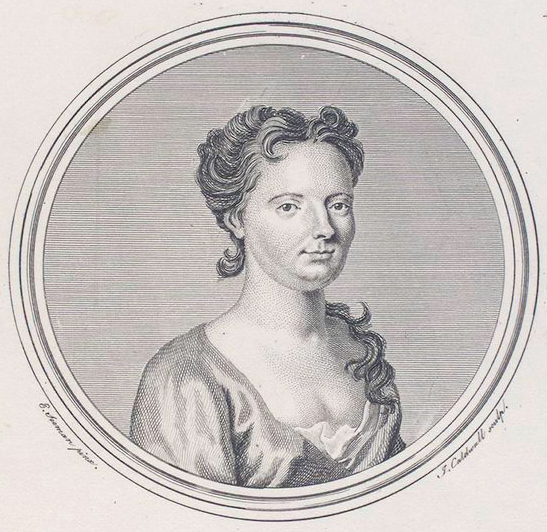
Abb. 1. James Caldwall (1739–1822) nach Enoch Seeman: Francesca Cuzzoni aus Parma. Kupferstich in John Hawkins’ A General History of the Science and Practice of Music (1776)

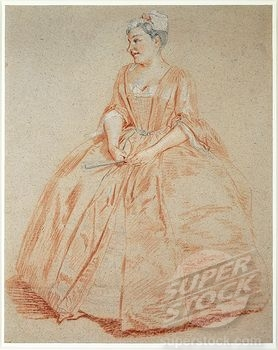
Abb. 2. Philippe Mercier: Francesca Cuzzoni (?), um 1734
Zuordnung nicht ganz sicher

Francesca Cuzzoni, verheiratete Sandoni (eigtl. Paula Francisca Geltruda Antonia Cuzzoni; getauft am 2. April 1696 in Parma; † 19. Juni 1778 in Bologna) war eine berühmte italienische Opernsängerin (Sopran). Nach ihrem Geburtsort wurde sie auch la Parmeggiana genannt.
Sie ist besonders bekannt für ihre Mitwirkung in Opern von Georg Friedrich Händel, der für sie elf Partien komponierte, darunter Cleopatra in Giulio Cesare, die Titelpartie in Rodelinda und Asteria in Tamerlano.

## Leben
In der Literatur sind verschiedene Geburtsdaten in Umlauf, mittlerweile wurde jedoch ihr Taufeintrag vom 2. April 1696 entdeckt, in dem es heißt, dass sie bei ihrer Taufe zwei Monate alt war – folglich muss sie Ende Januar oder Anfang Februar 1696 geboren sein.

Francesca Cuzzoni war eine Tochter von Angelo Cuzzoni, der als Violinist an der Chiesa della Madonna in Parma arbeitete, und seiner Frau Marina, geb. Castelli. In ihrer Heimatstadt Parma erhielt Francesca ihre Gesangsausbildung bei dem Organisten der Kathedrale, Francesco Lanzi.
Mit 18 Jahren gab sie 1714 im Kleinen Hoftheater in Parma ihr Debüt in der Oper La virtù coronata o il Re Ferdinando von Bernardo Sabadini. Dort trat sie gemeinsam mit Santa Stella und mit Margherita Durastanti auf. Mit letzterer, für die Georg Friedrich Händel bereits in Rom und Venedig verschiedene Werke geschrieben hatte, sollte Cuzzoni 1723 in London zeitweise wieder auf der Bühne stehen. Ihren nächsten bekannten Auftritt hatte sie 1716 wiederum in Parma in Emanuele d’Astorgas Dafni.
In den folgenden Jahren sang sie an nahezu allen bekannten Opernhäusern Norditaliens (Bologna, Genua, Florenz, Reggio, Mailand, Mantua, Turin) und stieg schon früh zur gefeierten Primadonna auf. Im Jahre 1717 wurde sie Kammersängerin der Granprincipessa Violante Beatrix von Bayern, einer Tochter des bayrischen Kurfürsten und Witwe des Erbgroßherzogs der Toskana Ferdinando de’Medici. Im selben Jahr sang die Cuzzoni im Teatro Formagliari in Bologna in der Uraufführung von Orlandinis La Merope (24. Oktober 1717) neben der Altistin Vittoria Tesi.
Schon jetzt muss sie einen glänzenden Ruf gehabt haben, denn zu Beginn des Jahres 1718 sang sie in Wien in Konzerten vor dem Kaiserhof und wurde dafür fürstlich belohnt.

Im Frühling 1718 war sie zurück in Italien und trat in Florenz am Teatro della Pergola in der Premiere von Vivaldis Oper Scanderbeg auf.

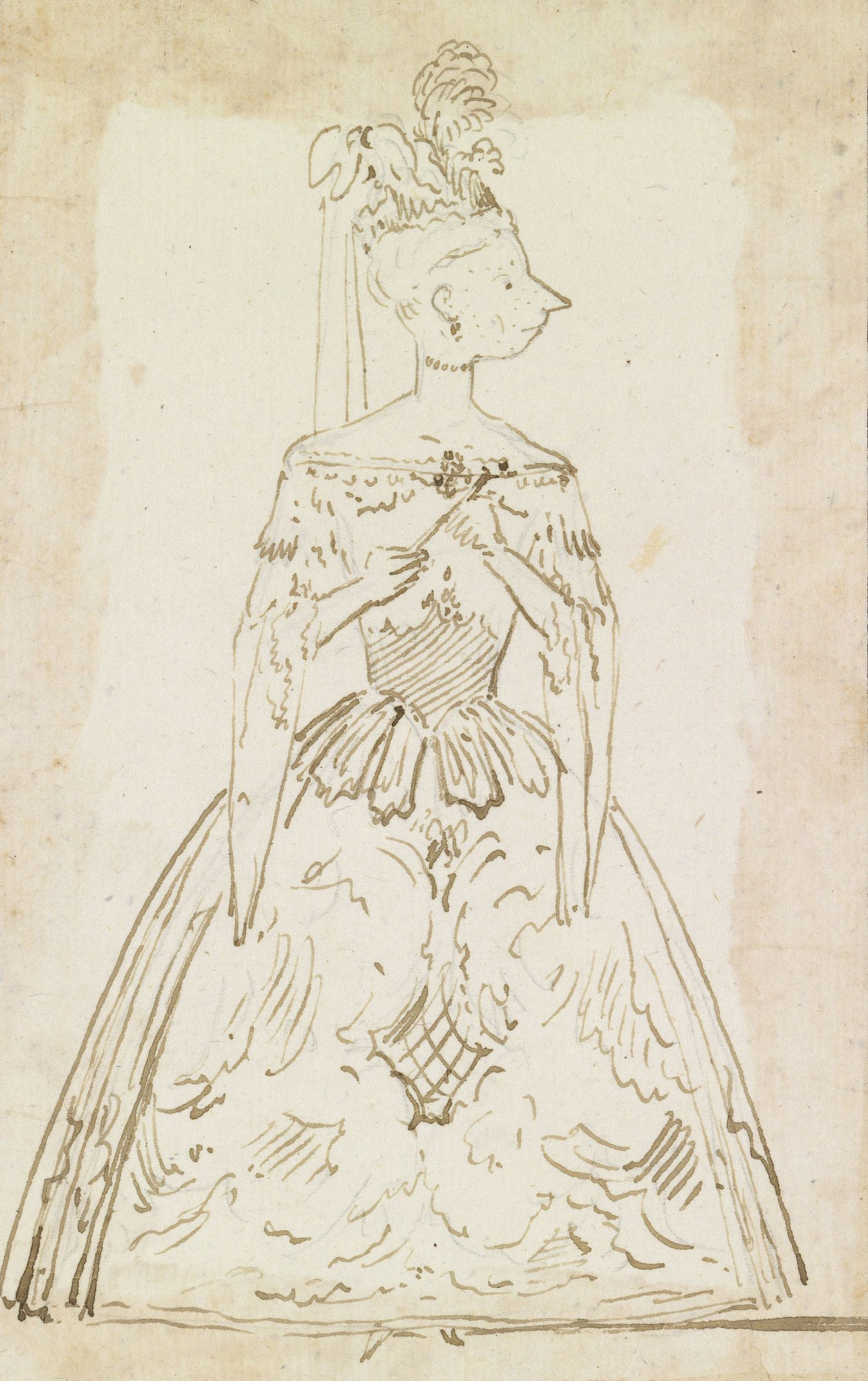
Abb. 3. Francesca Cuzzoni,
Karikatur von Marco Ricci, ca. 1720

Im November desselben Jahres debütierte sie in Venedig am prestigeträchtigen Teatro San Giovanni Grisostomo in der Rolle der Dalinda in der Oper Ariodante von Carlo Francesco Pollarolo. Dabei sang sie zum ersten Mal an der Seite von Faustina Bordoni, die noch häufiger ihre Bühnenpartnerin sein sollte, auch später in London.
Im September 1719 war sie in Dresden und gehörte zusammen mit dem Altkastraten Senesino und Margherita Durastanti zu den Sängern, die in Antonio Lottis Opern Giove in Argo und Teofane auftraten. Wahrscheinlich hörte sie bei dieser Gelegenheit Georg Friedrich Händel, der gerade auf der Suche nach Sängern im Elbflorenz weilte.
Ende 1719 und 1720 war sie wieder am San Giovanni Grisostomo in Venedig, wo sie mehrmals mit Faustina Bordoni auf der Bühne stand, und zwar in Orlandinis Ifigenia in Tauride (UA: 21. Januar 1719), in Antonio Pollarolos Lucio Papirio dittatore (UA: 26. Dezember 1720) und als Poppea in Orlandinis Nerone (UA: 11. Februar 1721).

Am selben Theater sang Francesca Cuzzoni in den folgenden Jahren auch mehrfach neben Vittoria Tesi und dem berühmten Kastraten Antonio Bernacchi (der auch einer von Händels Sängern war), u. a. in der Titelrolle der Plautilla von Antonio Pollarolo (UA: 22. November 1721).

## Cuzzoni in London

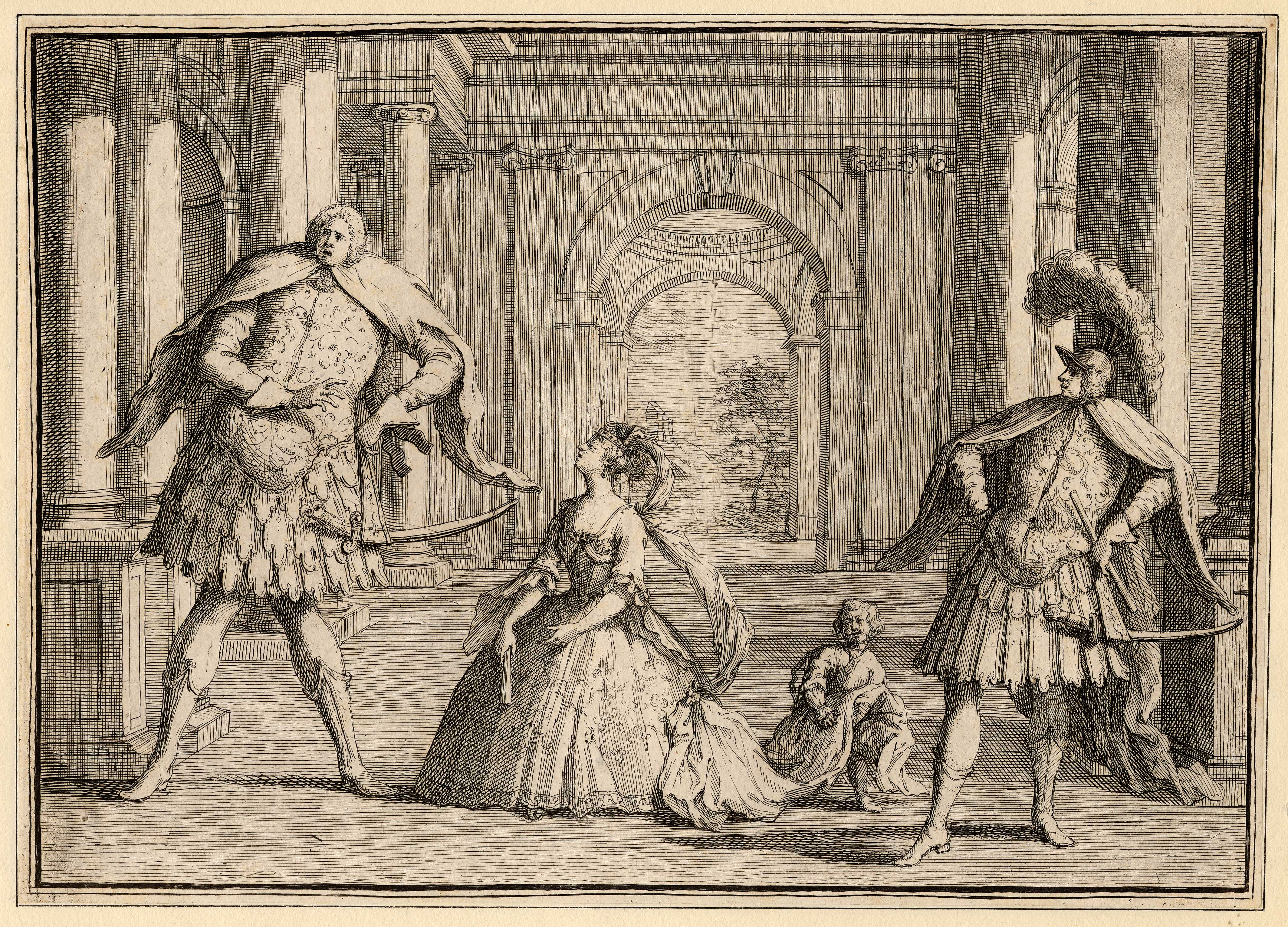
Abb. 4. John Vanderbank, um 1723: Cuzzoni in der Mitte zwischen den beiden Kastraten Senesino (links) und Gaetano Berenstadt (rechts) während einer Aufführung von Händels Flavio

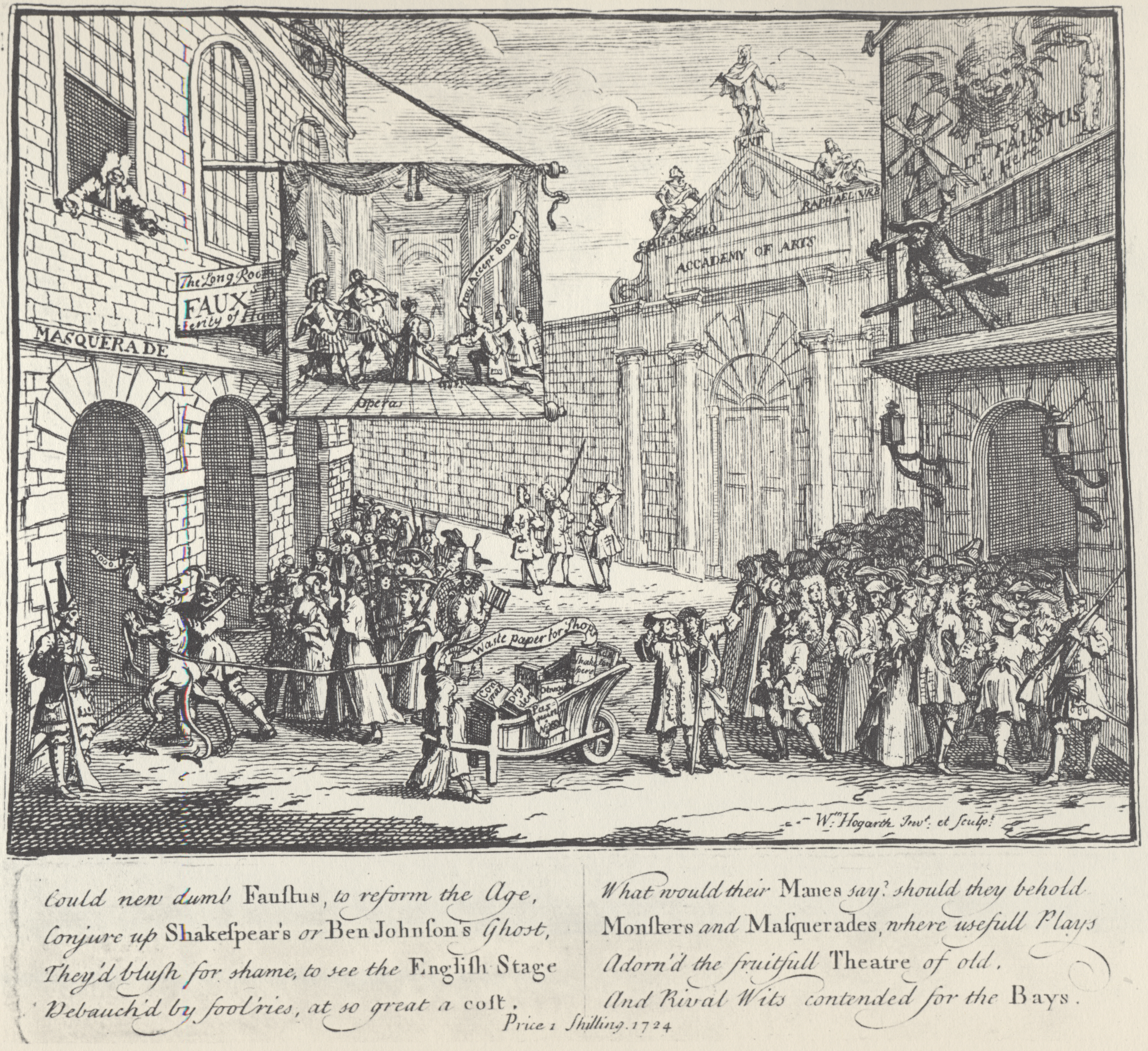
Abb. 5. Die Darstellung der Cuzzoni zwischen Senesino und Berenstadt aus Händels Flavio griff William Hogarth später in seiner Karikatur Lame theater wieder auf (in dem Banner, das über dem Eingang des linken Gebäudes hängt). Die Karikatur nimmt die Vorliebe der Londoner für die gar nicht englische italienische Oper sowie die übersteigerten Ansprüche und Gagen, die den italienischen Sängern und vor allem den Kastraten gezahlt wurden, aufs Korn. Abweichend von der Originaldarstellung Vanderbanks knien in dem Banner vorn rechts, vor den drei Künstlern, Adlige und „betteln“, wie das Schriftbanner über ihnen offenlegt, darum, dass die Sänger (oder nur die Cuzzoni?) „bitte 8000 Pfund entgegennehmen“ wollen (englisches Original „Pray Accept £8000“).

Georg Friedrich Händel und dem Impresario Johann Jacob Heidegger gelang es nach längeren Verhandlungen im Sommer 1722 die Cuzzoni zu engagieren, mit einem Vorschuss von £250 und einer versprochenen Jahresgage von £2000 für die Spielzeit 1722/1723 für die Royal Academy of Music in London. Sie schickten dann den Cembalisten des Londoner Orchesters Pietro Giuseppe Sandoni nach Italien, um die Sängerin nach England zu begleiten. Wahrscheinlich heirateten sie und Sandoni schon zu dieser Zeit, jedenfalls ist im The London Journal vom 22. Dezember 1722 eine entsprechende Meldung zu lesen.
Auf der Londoner Bühne debütierte sie am 12. Januar 1723 als Teofane in einer Wiederaufnahme von Händels Ottone, neben dem gefeierten Senesino als primo uomo. Das Daily Journal berichtet, dass Cuzzoni „mit ihrem Gesang das zahlreich erschienene Publikum überraschte und von diesem bewundert wurde“. Bereits drei Tage später, zur zweiten Vorstellung des Händelschen Ottone war die Popularität der Cuzzoni so massiv gewachsen, dass die Eintrittskarten statt für eine halbe Guinea nunmehr für vier Guineas verkauft wurden. Am 26. März 1723 sollen „einzelne Adlige (sogar) 50 Guineas für eine Eintrittskarte“ bezahlt haben, wodurch sie allein an diesem einen Abend Einnahmen in Höhe von 70 Pfund erzielte.
Die wohl bekannteste Anekdote über die Cuzzoni und Händel berichtet dessen erster Biograph John Mainwaring: Demnach gerieten die beiden gleich bei ihrer ersten Zusammenarbeit bei den Proben zu Ottone aneinander, weil sie die ursprünglich für die Durastanti komponierte, schlichte und nur vom Continuo begleitete Arie Falsa immagine nicht singen wollte. Daraufhin wurde Händel wütend und soll zu ihr gesagt haben, dass er wisse, dass sie „wohl eine leibhaftige Teufelin“ sei, er ihr aber sagen müsse, dass er „Beelzebub, das Oberhaupt aller Teufel“ sei, und sie dann an der Hüfte ergriffen und gedroht haben, sie aus dem Fenster zu werfen. Erst dadurch habe sich Cuzzoni eines Besseren besonnen und die Arie schließlich gesungen. Am Ende war es ausgerechnet die Arie Falsa immagine, mit der sie sich in die Herzen (und Brieftaschen) der Engländer sang.

Das Verhalten der Cuzzoni war bis zu einem Gewissen Grade typisch für die damaligen italienischen Sänger und Sängerinnen, die ein Mitspracherecht bei der Gestaltung ihrer Rollen hatten. Händel selber hatte bei der Vorbereitung zu Alcina (1735) mit dem Kastraten Giovanni Carestini ein ähnliches Problem. Der Librettist Metastasio beklagte später die Launen italienischer Sänger und bezeichnete sie als „teure Kanarienvögel“.
In den folgenden Jahren bis 1726 sang Francesca Cuzzoni mit Senesino als Partner die weiblichen Hauptrollen in Händels Opern Flavio (1723), Giulio Cesare, Tamerlano (1724), Rodelinda (1725) und Scipione (1726). Den wohl größten Erfolg feierte sie als Cleopatra in Giulio Cesare, wo sie und Senesino „unbeschreiblich glänzten“ (Brief von Friedrich von Fabrice, 10. März 1724). Außerdem trat sie in diversen Opern von Attilio Ariosti und Giovanni Bononcini auf (siehe unten Rollenliste).
Über Francesca Cuzzoni als Privatperson ist durch Briefe ihrer Kollegen Anastasia Robinson und Gaetano Berenstadt bekannt, dass sie sich sehr für Mode interessierte, spielte und das Geld mit vollen Händen ausgab – eine Angewohnheit, die ihr später, als sie nicht mehr so hohe Summen verdiente, noch zum Verhängnis werden sollte (siehe unten). Horace Walpole fand Cuzzonis Geschmack fragwürdig und berichtet, dass sie in Händels Rodelinda ein braunes Seidenkleid mit Silberstickereien getragen habe, das nach Walpoles Meinung „so skandalös und vulgär“ geschnitten gewesen sei, dass es die älteren Leute schockierte, aber unter den jungen Damen habe es eine neue Mode ausgelöst. Walpole meinte, die Cuzzoni wäre „silly and fantastical“ (töricht und närrisch); auch Berenstadt fand die Cuzzoni „verrückt und unberechenbar“, räumte allerdings ein, dass sie, „wenn ihr Verhalten so gut wäre wie ihr Singen, ein göttliches Wesen wäre“.
In der Spielpause nach Ende der Spielzeit 1723/1724 gab sie zusammen mit anderen Musikern der Royal Academy of Music unter Leitung von Giovanni Bononcini ein Gastspiel in Paris und bekam vom französischen König Ludwig XV., als sie bei ihm auf Schloss Fontainebleau in einer Messe gesungen hatte, ein mit Diamanten besetztes Bildnis des Herrschers.
Entgegen der oben zitierten Mitteilung vom 22. Dezember 1722, sie habe Sandoni geheiratet, wurde am 12. Januar 1725 ihre Heirat mit „San-Antonio Ferre, einem außerordentlich reichen Italiener“ angekündigt, mit dem aber vermutlich Pier Giuseppe Sandoni gemeint sein dürfte. Dessen Reichtum wird in verschiedenen Quellen erwähnt, so unter anderem in einem Brief der Händelverehrerin Mary Delany an ihre Schwester vom August 1725. Francesca Cuzzoni und ihr Mann hatten zwei Kinder, ihre erste Tochter wurde am 22. August 1725 geboren. Die Kinder werden in der Literatur später nicht mehr erwähnt und der Verdacht liegt nahe, dass sie früh starben.
Die Erfolge der Cuzzoni und anderer italienischer Sänger wurden in der englischen Presse zum Teil auch nationalistisch-kritisch kommentiert und als Vernachlässigung einheimischer Künstler aufgefasst. Die im folgenden Text erwähnte Catherine Tofts hatte um 1705 mit der Italienerin Margherita de L’Épine rivalisiert und einen Publikumsstreit ausgelöst:

„… es gibt einige, die meinen, dass Frau Tofts der Cuzzoni vollkommen ebenbürtig war, aber die kam ja nun mal in Italien zur Welt. Warum Musik nur in diesem Land und von seinen Landsleuten gemacht werden könne, wollen wir nicht ganz begreifen, hat doch dieses Land bislang niemanden hervorgebracht, der was die Harmonie der Töne angeht es mit unserem Purcell aufnehmen kann. So wie wir jetzt die italienische Musik mögen, werden wir doch sehr wahrscheinlich bald genug von ihr haben, denn man hört, dass wenn die Cuzzoni geht, schon wieder die nächste schönste Stimme aus Venedig, Faustina, kommen soll und ihre Stimme soll sogar noch schöner sein als was wir jetzt schon hier hören.“

### Cuzzoni & Faustina Bordoni – The Rival Queens

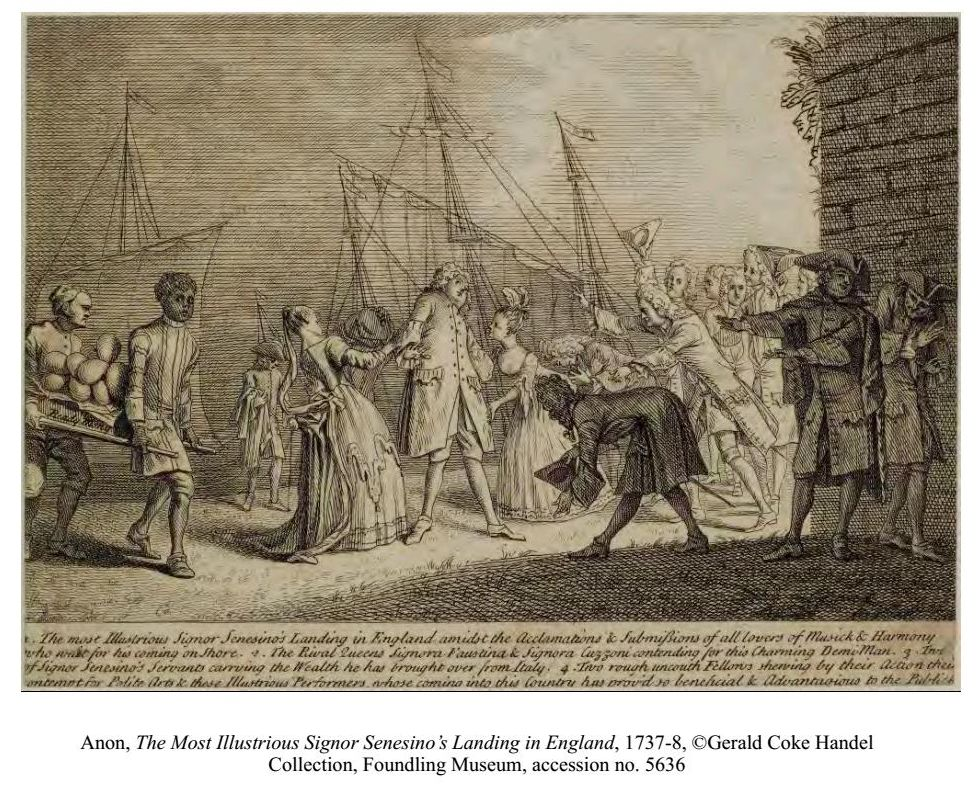
Abb. 6. Die Landung des illustren Herrn Senesino in England und wie ihn alle Liebhaber der Musik und Harmonie lobpreisen. Zeitgenössischer Stich mit Originallegende. Darin werden unter Punkt 2 die beiden „rivalisierenden Primadonnen Signora Faustina & Signor Cuzzoni“ explizit als die beiden Damen rechts und links von Senesino in der Mitte genannt.

Für die Spielzeit 1725/1726 hatte die Royal Academy Faustina Bordoni engagiert, die Jahre zuvor in Venedig schon oft neben Francesca Cuzzoni auf der Bühne gestanden hatte, aber in der englischen Presse vor ihrer Ankunft von Anfang an als deren Rivalin dargestellt wurde:

Signiora Faustina, a famous Italian Lady, is coming over this Winter to rival Signiora Cuzzoni.

„Signora Faustina, eine berühmte italienische Dame, wird in diesem Winter kommen, um Signora Cuzzoni Konkurrenz zu machen.“

Nach langer Verzögerung (Faustina sollte eigentlich schon zu Beginn der Spielzeit eintreffen) stand dann zur Premiere des Händelschen Alessandro am 5. Mai 1726 zum ersten Mal das neue Traum-Ensemble der Londoner Opernakademie auf der Bühne, mit Cuzzoni, Bordoni und Senesino. Für die gleiche Besetzung – also für ein Ensemble mit zwei gleichwertigen weiblichen Hauptrollen (Primadonna) – schrieb Händel in den kommenden zwei Jahren auch die vier Opern Admeto, Riccardo Primo, Siroe und Tolomeo.
Die oben zitierte Ankündigung von 1723, Faustina als der neue Star am Sängerhimmel werde die Cuzzoni gleichsam ablösen und verdrängen, trat nicht ein. Jedoch kam es wegen der beiden Primadonnen, die man in Anspielung an ein erfolgreiches englisches Theaterstück von 1677 die „Rival Queens“ nannte, zu einem regelrechten Theaterkrieg. Das Publikum spaltete sich in zwei Parteien für die eine oder die andere der beiden Sängerinnen, von denen es hieß, dass sie einander nicht leiden konnten. Lord Hervey behauptete, die Herren dieser beiden Parteien würden außerhalb der Oper „niemals gemeinsam einen trinken gehen“, und die Damen würden die Anhänger der verfeindeten Partei von ihren Besuchs- und Gästelisten streichen. Schließlich eskalierte diese geschürte Rivalität in wahren Publikumstumulten, so dass die Anhänger Cuzzonis pfiffen und brüllten, wenn die Bordoni sang, und die der Bordoni dasselbe taten, wenn die Cuzzoni ihre Arie singen wollte.
Aus einem Brief von Mary, Countess of Pembroke, vom April 1727 geht hervor, dass zumindest Francesca Cuzzoni unter dieser Situation sehr litt und teilweise nicht mehr auftreten wollte:

…Cuzzoni had been publicly told, to complete her disgrace, she was to be hissed off the stage on Tuesday; she was in such concern at this, that she a great mind not to sing, but I, without knowing anything that the Princess Amelia would honour the Opera with her presence, positively ordered her not to quit the stage, but let them do what they would…

„…Man hat Cuzzoni öffentlich mitgeteilt, um ihre Schande zu vermehren, dass man sie am Dienstag von der Bühne pfeifen würde; sie war darüber so betroffen, dass sie ernsthaft überlegte, nicht zu singen, aber ich, ohne zu wissen, dass Prinzessin Amelia die Oper mit ihrer Anwesenheit beehren würde, habe sie (die Cuzzoni) ermutigt und ihr geraten, die Bühne nicht aufzugeben, sondern die einfach machen zu lassen, was sie wollen…“

Cuzzoni befolgte zwar den gutgemeinten Rat, wurde jedoch unter dem erhöhten psychischen Stress bald krank, bekam Stimmprobleme und musste einige Opernvorstellungen absagen.
Den Höhepunkt erreichten die Turbulenzen am 6. Juni 1727 in Bononcinis Astianatte, wo „Zischen und Buh-Rufe“ des Publikums so überhandnahmen, dass die Vorstellung vorzeitig abgebrochen werden musste (Lord Harvey, Brief vom 13. Juni 1727). Im Gegensatz zu einem Teil der Literatur, wo behauptet wird, es sei dabei auch zwischen den beiden Sängerinnen zu Handgreiflichkeiten gekommen und sie hätten sich gegenseitig an den Haaren gerissen, meint die Bordoni-Spezialistin Saskia Woyke (und andere Autoren), dass es keinen (ernstzunehmenden) Hinweis darauf gebe, „dass Faustina Bordoni und Francesca Cuzzoni sich auf offener Bühne angegriffen hätten“.
Nachdem die Cuzzoni bereits ihre Abreise bekannt gegeben hatte, fühlte sich der englische König George I. gezwungen, persönlich einzugreifen, und erklärte in einem seiner letzten Briefe an die Direktoren der Royal Academy, „… dass wenn sie sich nicht mit der Cuzzoni einigten, er nicht mehr zur Oper kommen und auch die jährliche Subskriptionsrate von £1000 nicht begleichen würde“. Dieses königliche Statement erhielt ein nachträgliches und merkwürdiges Gewicht durch den Tod des Monarchen am 11. Juni 1727, und die Opernsaison musste nun wegen Staatstrauer ohnehin beendet werden.
Der Skandal um die Rival Queens wurde mehrfach literarisch-satirisch aufgegriffen, so von John Arbuthnot, von Henry Carey und auch in John Gays und Pepuschs berühmt-berüchtigter Beggar’s Opera.
Francesca Cuzzoni und Faustina Bordoni blieben noch ein weiteres Jahr in England und standen noch oft gemeinsam auf der Bühne – anscheinend ohne größere Rivalitäts-Probleme. Sie sangen unter anderem zusammen in der Uraufführung von Händels Krönungsoper (für George II.) Riccardo Primo am 11. November 1727, und am 22. November, dem St.-Caecilien-Tag, gemeinsam mit Senesino in einem Konzert in der Londoner Crown Tavern. 1728 folgten Wiederaufnahmen von Händels Radamisto und Admeto, sowie die Uraufführungen von Siroe (UA: 17. Februar) und Tolomeo (UA: 30. April).

## Italien 1729–34
Im Jahre 1728 war die Royal Academy of Music jedoch bankrott und Francesca Cuzzoni reiste Ende August aus England ab, als Bordoni und Senesino bereits auf dem Wege nach Italien waren. Auf Vorschlag des kaiserlichen Gesandten in London Graf Kinsky ging sie zunächst an den Kaiserhof in Wien, wo sie „zur höchsten Zufriedenheit Ihro Kayserlichen Majestäten“ sang und man ihr eine Anstellung anbot. Ernst Ludwig Gerber in seinem Historisch-Biographischem Lexicon der Tonkünstler von 1790/1792 berichtet, dass Cuzzoni daraufhin ein völlig überhöhtes Honorar von 24000 Gulden gefordert habe, weshalb der Kaiserhof sich entschied, die Sopranistin nicht zu engagieren. So musste sie nach Italien weiterziehen.

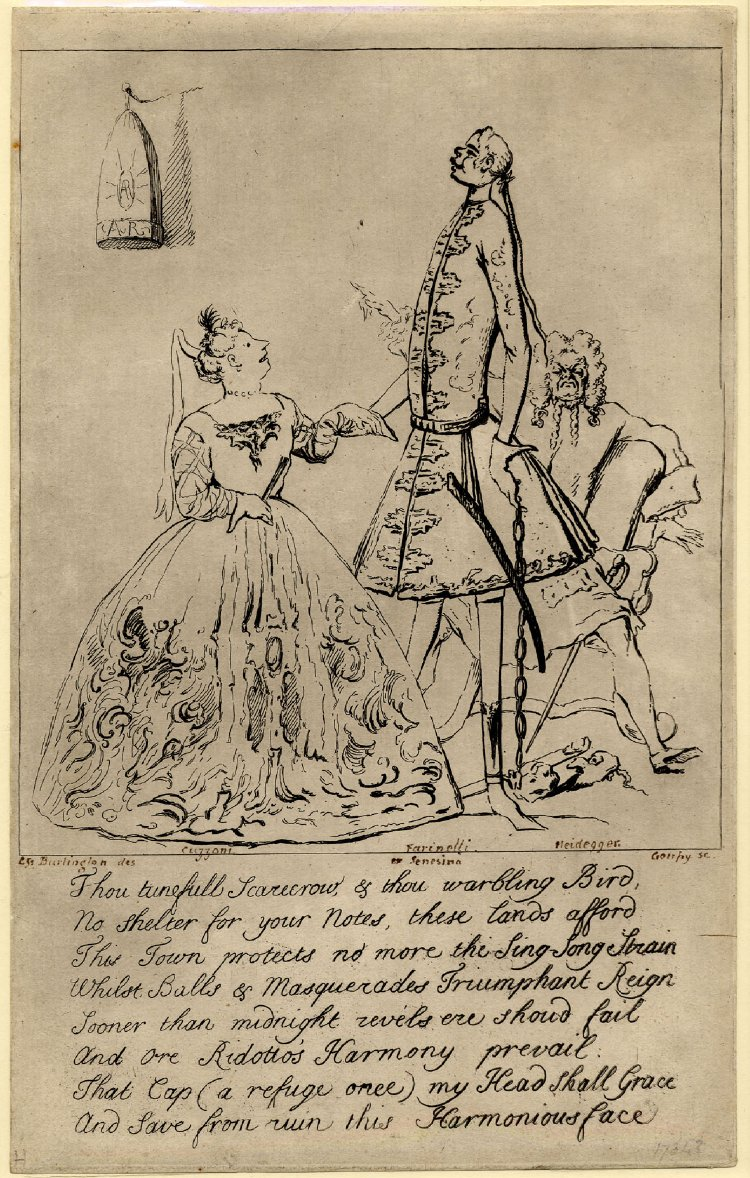
Abb. 7. Antonio Maria Zanetti: Francesca Cuzzoni, der Kastrat Farinelli und der Impresario Johann Jacob Heidegger.
Karikatur auf die Popularität der italienischen Oper. Farinelli und die Cuzzoni standen gemeinsam in Venedig und Piacenza 1730 und in London 1734/1735 in der mit Händel konkurrierenden Adelsoper auf der Bühne.

Dort setzte sie ihre Karriere erfolgreich an den oberitalienischen Opernhäusern in Venedig, Modena und Bologna fort. Zwar trat sie noch mehrfach in derselben Stadt wie Faustina Bordoni auf, aber nie wieder zur gleichen Zeit am selben Theater. Allerdings ließ sich Faustinas Mann, der bedeutende Komponist Johann Adolph Hasse durch die Feindschaft (?) der beiden Frauen nicht davon abbringen, die Cuzzoni in mehreren seiner Opern als Primadonna einzusetzen. So sang sie beispielsweise am 11. Februar 1730 am Teatro San Giovanni Grisostomo in Venedig in der erfolgreichen Uraufführung von Hasses Artaserse neben Nicolino (Nicola Grimaldi) und dem berühmten Farinelli. Weitere Auftritte mit Farinelli hatte sie in Venedig in der Oper Idaspe von Riccardo Broschi, dem Bruder Farinellis (UA: 25. Januar 1730), und in Piacenza als Elvira in Geminiano Giacomellis Scipione in Cartagine nuova (Frühling 1730); bei der letzteren Produktion wirkte auch der Mezzosopranist Giovanni Carestini mit, der später als Nachfolger Senesinos zu Händels neuen Sängern in London gehörte.
Im Herbst 1730 war die Cuzzoni im süditalienischen Neapel, wo sie am Teatro San Bartolomeo die Fulvia in Hasses Ezio und die Titelrolle in der Oper Artemisia von Domenico Natale Sarro sang (UA: 7. Januar 1731)

Ein weiterer Glanzpunkt ihrer Laufbahn war im Frühling 1731 in Bologna die Aufführung des Farnace von Giovanni Porta, wo sie wieder in einem Star-Ensemble mit Farinelli, Vittoria Tesi und Antonio Bernacchi auftrat.
Wichtige Etappen ihrer italienischen Laufbahn waren außerdem im Jahr 1732 in Venedig die Titelrolle in Orlandinis Ifigenia in Aulide (UA: 4. Februar 1732 im San Giovanni Grisostomo) und die Rolle der Aglatida an der Seite von Caffarelli in Hasses Euristeo am Teatro San Samuele.

## Rückkehr nach London und spätere Jahre
Im Jahr 1734 kehrte die Cuzzoni noch einmal nach London zurück, um in der mit Händels zweiter Opernakademie konkurrierenden Adelsoper mitzuwirken. Dabei sang sie wieder zusammen mit Senesino in der Uraufführung von Nicola Porporas Oper Enea nel Lazio (11. Mai 1734, Lincoln’s Inn Fields). Am 29. Oktober 1734 war die Cuzzoni dann Farinellis Partnerin in dessen spektakulärem Londoner Debüt in einer von seinem Bruder Riccardo bearbeiteten Fassung des bereits erwähnten Artaserse von Hasse. Farinelli und Senesino blieben auch in den folgenden Produktionen ihre Bühnenpartner, vor allem in einigen anderen Werken von Porpora: Polifemo (1. Februar 1735), Ifigenia in Aulide (3. Mai 1735), wo sie die Titelrolle kreierte, und Mitridate (2. Fassung; 24. Januar 1736). In der gleichen Konstellation sang sie auch in der Oper Adriano in Siria von Francesco Maria Veracini (25. November 1735).

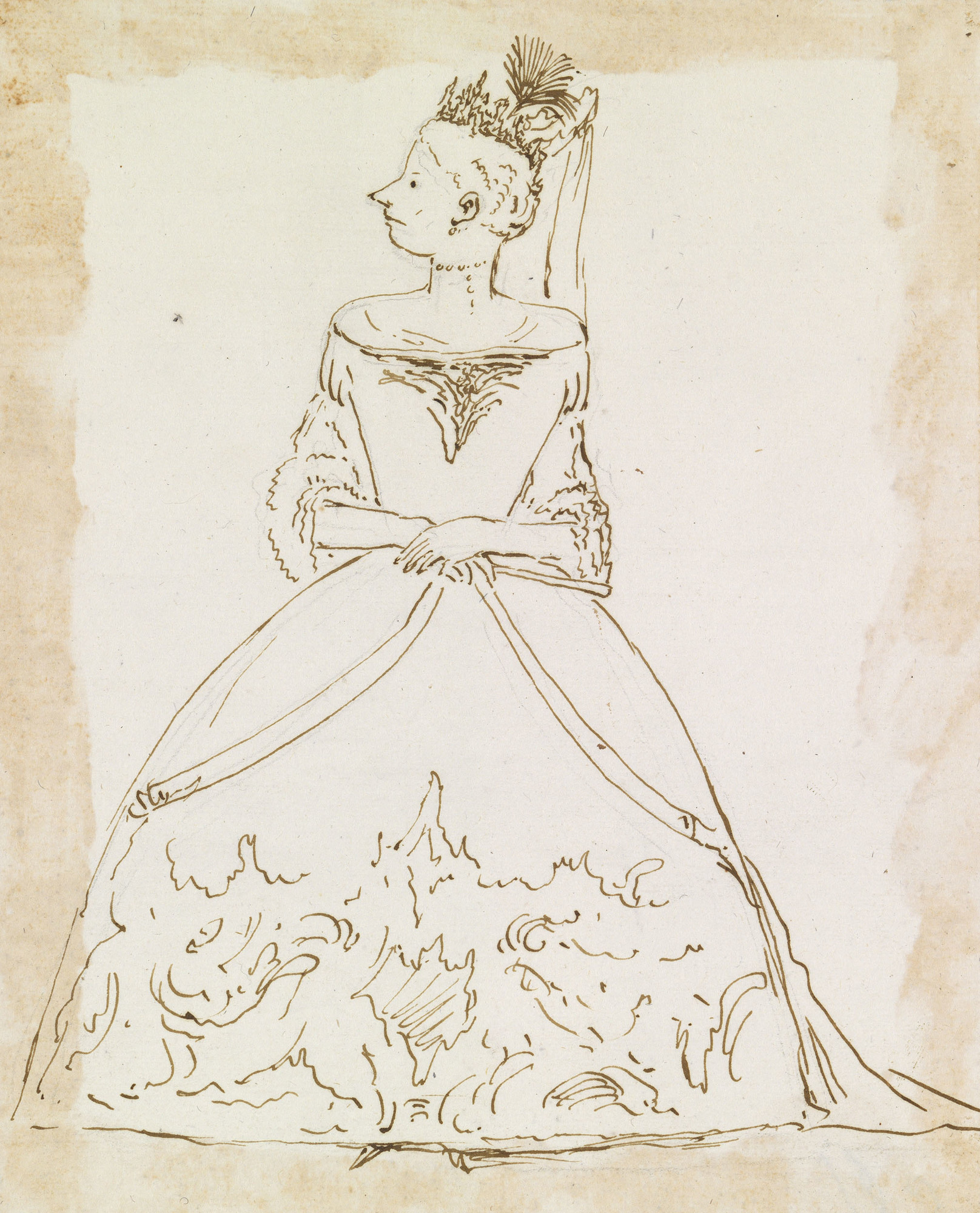
Abb. 8. Francesca Cuzzoni,
Karikatur von Marco Ricci, ca. 1730

Im Jahr 1736 kehrte die Cuzzoni zurück auf den Kontinent und versuchte an diversen Höfen (z. B. in Stuttgart) und Theatern längerfristige Engagements zu bekommen. Für das Teatro della Pergola in Florenz schrieb Giuseppe Maria Orlandini zwei Rollen für sie: die Aristea in seiner Olimpiade (Sommer 1737) und die Andromeda in Le nozze di Perseo e d'Andromeda (9. April 1738); in der letzteren Oper trat sie noch einmal mit Senesino auf.
Im Karneval 1738–39 stand sie in Turin als Vitellia in La clemenza di Tito von Giuseppe Arena auf der Bühne, zusammen mit Gizziello (Gioacchino Conti). Für diese Auftritte erhielt sie eine hohe Gage von 8000 Lire.
Im Herbst 1740 reiste die Cuzzoni mit der Wandertruppe von Angelo Mingotti nach Hamburg und sang in der Oper am Gänsemarkt in einer Vertonung von Metastasios Ipermestra, deren Komponist nicht bekannt ist.
In London erschien im Jahr 1741 ein Zeitungsartikel, in dem behauptet wurde, dass die Cuzzoni angeblich in Italien zum Tode verurteilt worden sei, weil sie ihren Ehemann habe vergiften wollen – dabei handelte es sich jedoch mit ziemlicher Sicherheit nur um böswilligen Klatsch ohne Bezug zur Realität.
Von Februar bis April 1742 gab sie drei Konzerte in Amsterdam, gemeinsam mit dem Kapellmeister des Herzogs von Braunschweig-Wolfenbüttel, Giovanni Verocai. J. B. Laborde  behauptete, dass sie sich in Holland so sehr verschuldet habe, dass sie ins Gefängnis musste, sich aber mithilfe von Einnahmen aus einigen Konzerten freikaufen konnte.
1745 wurde sie für 1000 Taler im Jahr als Kammersängerin am württembergischen Hof in Stuttgart engagiert, wo sie auch in der Messe zu singen hatte; dort blieb sie bis mindestens 1747. 1749 ist sie in Bologna nachgewiesen.
Im Februar 1750 ging die Cuzzoni nach Paris und sang vor Königin Maria Leszczyńska. Danach reiste sie ein letztes Mal nach London, wo sie am 18. Mai bei einem Benefizkonzert mit dem Geiger Felice Giardini auftrat, das von dem Altkastraten Gaetano Guadagni organisiert worden war. Bei dieser Gelegenheit hörte sie auch der bekannte englische Musikschriftsteller Charles Burney (s. u.), der später berichtete, dass die Zeichen der Zeit nicht an ihrer Stimme vorüber gegangen seien und dass diese ihren früheren Charme verloren habe.

Am 2. August 1750 musste sie wegen Schulden ins Gefängnis, kam jedoch durch Intervention von Friedrich Ludwig von Hannover, des Prince of Wales, wieder frei. Im folgenden Jahr, 1751, gab Francesca Cuzzoni noch zwei Konzerte in London, am 16. April am Theatre at the Haymarket und am 22. Mai bei einem Mr. Hickford, dabei sang sie Arien aus Händels Ottone, Giulio Cesare und aus dessen Oratorium Samson. Vor dem letzteren Konzert veröffentlichte sie einen Brief im General Advertiser, in dem sie das Publikum bat zu kommen, damit sie ihre Schulden bezahlen könne.
Danach kehrte sie nach Bologna zurück. Dort soll sie sich ihren Lebensunterhalt in ihren letzten Lebensjahren als Knopfmacherin verdient haben und starb 1778 völlig verarmt.

## Stimme und Gesang
Johann Joachim Quantz charakterisierte in seinem Lebenslauf von ihm selbst entworfen, der von Friedrich Wilhelm Marpurg in dessen Historisch-Kritische Beyträge zur Aufnahme der Musik abgedruckt wurde, Cuzzonis Stimme, Gesang und schauspielerische Fähigkeiten wie folgt:

„Die Cuzzoni hatte eine sehr angenehme und helle Sopranstimme, eine reine Intonation und schönen Trillo. Der Umfang ihrer Stimme erstreckte sich vom eingestrichenen c bis ins dreygestrichene c. Ihre Art zu singen war unschuldig und rührend. Ihre Auszierungen schienen wegen ihres netten, angenehmen und leichten Vortrags nicht künstlich zu seyn: indessen nahm sie durch die Zärtlichkeit desselben doch alle Zuhörer ein. Im Allegro, hatte sie bei den Passagien, eben nicht die größre Fertigkeit; doch sang sie solche sehr rund, nett, und gefällig. In der Action war sie etwas kaltsinnig; und ihre Figur war für das Theater nicht allzu vortheilhaft.“

Im vierten Band seiner General history of music erweiterte der Musikhistoriker Charles Burney eine Charakterisierung der Cuzzoni aus den Gedanken über den figurativen Gesang (Pensieri: e riflessioni pratiche sopra il canto figurato) von Giovanni Battista Mancini wie folgt:

Francesca Cuzzoni was born in Parma, and had her vocal instructions from Lanzi, an eminent professor of his time, under whose tuition she became a most exquisite performer; having been endowed by nature with a voice that was equally clear, sweet, and flexible. It was difficult for the hearer to determine whether she most excelled in slow or rapid airs. A native warble enabled her to execute divisions with such facility as to conceal every appearance of difficulty; and so grateful and touching was the natural tone of her voice, that she rendered pathetic whatever she sung, in which she had leisure to unfold its whole volume. The art of conducting, sustaining, increasing, and diminishing her tones by minute degrees, acquired her, among professors, the title of complete mistress of her art. In a cantabile air, though the notes she added were few, she never lost a favourable opportunity of eninching the cantilena with all the refinements and embellishments of the time. Her shake was perfect, she had a creative fancy, and the power of occasionally accelerating and retarding the measure in the most artificial and able manner, by what the Italians call tempo rubato. Her high notes were unrivalled in clearness and sweetness; and her intonations were so just and fixed, that it seemed as if it was not in her power to sing out of tune.

„Francesca Cuzzoni wurde in Parma geboren und dort auch im Gesang unterrichtet von Lanzi, einem der herausragenden Gesangslehrer seiner Zeit. Von Natur aus ausgestattet mit einer Stimme, die ebenso klar, süß und flexibel war, wurde sie unter dessen Anleitung zu einer der vorzüglichsten Sängerinnen. Für den einfachen Hörer ist es schwer zu entscheiden, ob sie eher in den langsamen oder eher in den schnellen Arien am meisten glänzte. Ihr angeborener Trillo befähigte sie auch die schwierigsten Passagen und Umspielungen mit einer Leichtigkeit vorzutragen, dass man keinerlei Gespür mehr dafür hatte, wie schwer die Passage war. Ihre Stimmlage war so lieblich und berührend, dass sie – egal was sie sang – doch immer aller Herzen ergriff, dabei konnte sie in jeder Tonlage die ganze Kraft (Lautstärke) ihrer Stimme entfalten, wenn sie wollte. Dadurch dass sie ihre Töne wie es verlangt war entweder genau halten oder aber deren Lautstärke genau nach Wunsch verstärken oder senken konnte beherrschte sie nach Ansicht der Gelehrten ihre (Gesangs-)Kunst vollkommen und vollumfänglich. Im ersten Teil fügte sie zwar kaum Noten hinzu, aber im da-capo-Teil glänzte sie mit allen Raffinessen und Verzierungen, die zu ihrer Zeit gebräuchlich waren. Sie konnte perfekt und äußerst kreativ mit ihrer Stimme hantieren, gekonnt und kunstfertig schneller werden oder im Tempo einhalten (das was die Italiener tempo rubato nennen). In der Höhe hat sie niemand an Klarheit und Süße übertroffen und ihre Intonationen waren so präzise und knapp, dass es fast schien, es stünde gar nicht in ihrer Macht, einen Ton auszusingen.“

In der neuesten Biografie der Cuzzoni fasste Hans-Joachim Marx wie folgt zusammen:

„Francesca Cuzzoni war eine der erfolgreichsten Händel-Sängerinnen. Ihre Musikalität, ihre stimmliche Begabung und ihre Ausdruckskraft prädestinierten sie geradezu für heroisch-pathetische Rollen. Ihre Intonation war, zeitgenössischen Berichten zufolge, ebenso makellos wie ihre Treffsicherheit und ihre Gesangstechnik.“

## Bildnisse und Aussehen

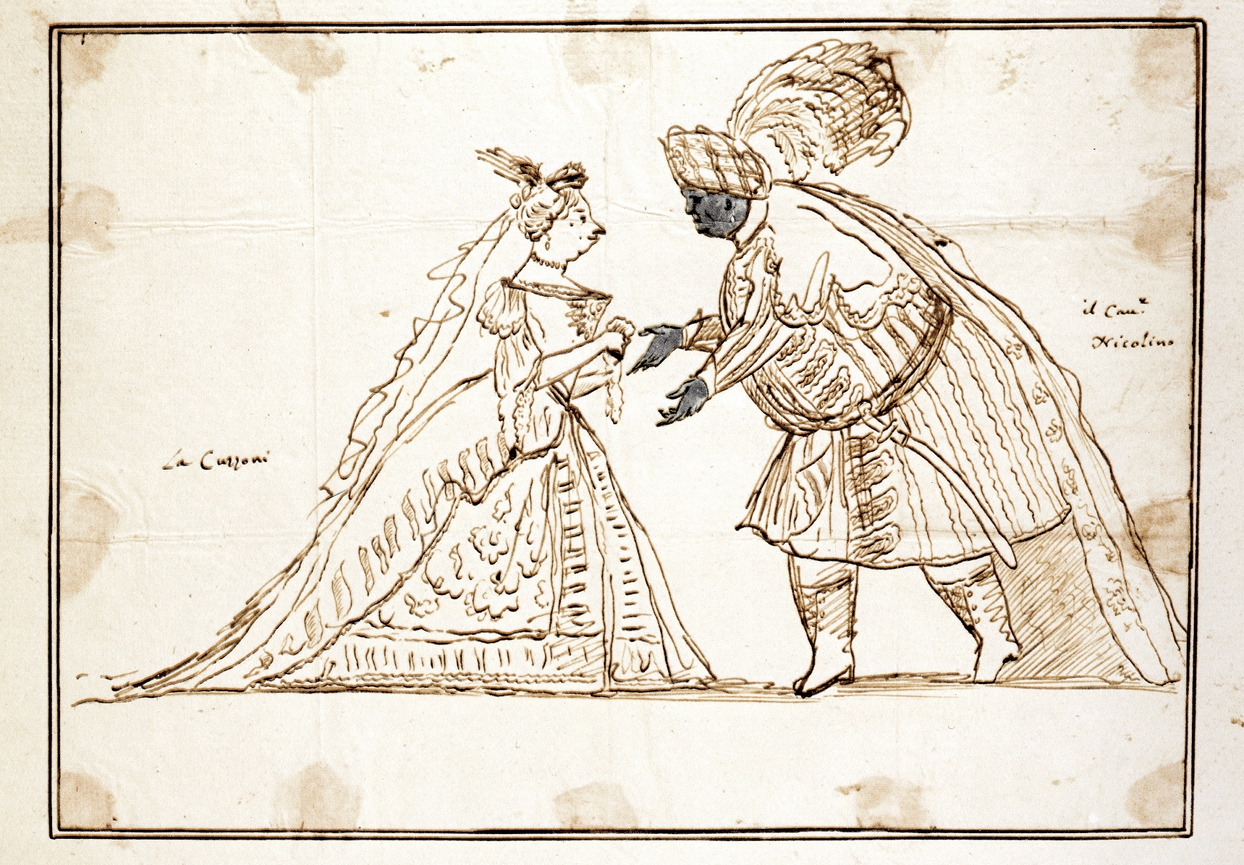
Abb. 9. Antonio Maria Zanetti: Francesca Cuzzoni und der Kastrat Nicolo Grimaldi (Nicolino), um 1730

Es gibt nur ein zeitgenössisches Kupferstich-Porträt der Cuzzoni von Enoch Seeman (1689/90–1744), das 1776 in einer durch James Caldwell (1739–1822) überarbeiteten und veränderten Version in John Hawkins’ A General History of the Science and Practice of Music veröffentlicht wurde, und heute vor allem in dieser nicht authentischen Zweitversion allgemein bekannt ist (Abb. 1). Auf Caldwells Stich wirkt ihr Gesicht älter und abgehärmter als auf dem Porträt von Seeman. Es ist zweifelhaft, ob Caldwell die Sängerin jemals in natura gesehen hat (1750 als 10-jähriger Junge in London ?), was den Wert seines Porträts in Frage stellt.
Eine etwas melancholisch wirkende Dame auf einer sehr aparten Kreide-Zeichnung von Philippe Mercier (um 1734) im British Museum in London soll ebenfalls Francesca Cuzzoni darstellen (Abb. 2); es ist jedoch nicht ganz gesichert, ob sie es wirklich ist.
Darüber hinaus gibt es mehrere zeitgenössische Karikaturen. Auf einer dieser Karikaturen – von Antonio Maria Zanetti – sieht man die Cuzzoni zusammen mit Farinelli und dem Impresario Johann Jacob Heidegger um 1734/1735 in London (Abb. 7). Auf dieser Zeichnung wirkt sie ziemlich realistisch getroffen und hat Ähnlichkeit mit dem Bild von Mercier.

John Vanderbank stellte sie etwa zwölfJahre früher auf einer bekannten Karikatur von ca. 1723 zusammen mit den Kastraten Senesino und Berenstadt dar (Abb. 4). Auch er stellte die Cuzzoni – abgesehen vielleicht von der wohl etwas übertriebenen Kleinheit – offenbar realistisch dar, während besonders Senesino eindeutig karikaturhaft verzerrt erscheint.

Marco Ricci dagegen zeichnete die Cuzzoni auf seinen Karikaturen (Abb. 3, 8, 9) mit einer sehr spitzen Nase, die an einen Schnabel erinnert, sowie mit einer Feder auf dem Kopf – ihre Assoziation mit einem Singvogel ist dabei offensichtlich. Glaubt man den Karikaturen, wirkte die Cuzzoni auf der Bühne gegenüber den – freilich oft übergroßen – Kastraten besonders klein, fast wie ein Vöglein.

## Rollen (Auswahl)

### London 1722–1726
In London wirkte Francesca Cuzzoni bis 1726 in folgenden Produktionen mit:
- Spielzeit 1722/1723
  - Ottone von Händel (12. Januar 1723) – als Teofane[80]
  - Cajo Marzio Coriolano von Attilio Ariosti (23. März 1723) – als Volumnia[81]
  - Erminia von Giovanni Bononcini (30. März 1723) – als Ennone[82][83]
  - Flavio von Händel (14. Mai 1723) – als Emilia[84]
- Spielzeit 1723/1724
  - Farnace von Giovanni Bononcini (30. November 1723) – als Tamiri, Gattin des Titelhelden[85][83]
  - Vespasiano von Attilio Ariosti (17. Januar 1724) – als Arricida[86]
  - Giulio Cesare in Egitto von Händel – als Cleopatra[87]
  - Calfurnia von Giovanni Bononcini (18. April 1724) – in der Titelrolle der Calfurnia[88]
- Spielzeit 1724/1725
  - Tamerlano von Händel (31. Oktober 1725) – als Asteria[89]
  - Giulio Cesare in Egitto von Händel (Wiederaufnahme, 2. Januar 1725)[90]
  - Artaserse von Attilio Ariosti (21. Dezember 1724) – als Asperia[91]
  - Rodelinda von Händel (13. Februar 1725) – in der Titelrolle der Rodelinda[92]
  - Dario von Attilio Ariosti (10. April 1725) – als Statira[93]
  - L’Elpidia, ovvero Li rivali generosi (Pasticcio, Musik größtenteils von Leonardo Vinci) – in der Titelrolle der Elpidia[94][83]
- Spielzeit 1725/1726
  - Elisa – in der Titelrolle der Elisa
  - Scipione von Händel – als Berenice
  - Alessandro von Händel – als Lisaura

### London 1726–1728
Zwischen 1726 und 1728 sang Francesca Cuzzoni neben Faustina Bordoni und Senesino in London in den Uraufführungen folgender Opern:
- Spielzeit 1726/1727
  - Lucio Vero von Attilio Ariosti (7. Januar 1727) – als Lucilla[96]
  - Admeto von Händel (31. Januar 1727) – als Antigona[97]

- Spielzeit 1727/1728
  - Teuzzone von Attilio Ariosti (21. Oktober 1727) – als Zelinda[98]
  - Riccardo Primo von Händel (11. November 1727) – als Costanza[99]
  - Siroe von Händel (17. Februar 1728) – als Laodice[100]
  - Tolomeo von Händel (30. April 1728) – als Seleuce[101]